# Constance Mayer
Marie-Françoise-Constance Mayer-La Martiniére, más conocida como Constance Mayer (Chauny Picardía, 9 de marzo de 1775 - París, Francia, 26 de mayo de 1821), fue una pintora francesa de retratos, temas alegóricos, miniaturas y obras de género.  

## Biografía
Constance Mayer fue hija de un importante oficial de gobierno. Después de estudiar con Joseph-Benoît Suvée y Jean-Baptiste Greuze, adoptó un estilo de pinceladas suaves y realizó pinturas de escenas sentimentales como la de sus maestros. Sus hijas dijeron que "pintó la virtud, la amistad y la inocencia, y su alma respira a través de sus cuadros", aunque las opiniones más objetivas fueron que pintó a los heridos y los sujetos vulnerables.
Después de la Revolución Francesa y el reinado del terror, la sociedad se instaló en un estilo de vida más tranquilo en el que las pinturas en miniatura y el retrato se hizo popular. Mayer pintó retratos de mujeres y niños, escenas familiares, autorretratos y miniaturas de su padre. Logró cierto grado de éxito, exhibió el Autorretrato de ciudadanía Mayer, señalando un boceto para un retrato de su madre, y exhibió en cada salón a partir de entonces. Mayer presentó su trabajo como estudiante de Greuze y Suvée para que fueran más aceptables para el público. Trabajó en el estudio de Jacques-Louis David en 1801 y adoptó un estilo directo y simple bajo su tutela, pero aún representaba escenas sentimentales.
Estudió con Pierre-Paul Prud'hon a partir de 1802, pero no tenían la típica relación alumno-maestro. En muchos sentidos, había más como compañeros. Ambos habían expuesto en el salón y, a diferencia de Prud'hon, ella había recibido una mejor educación en arte, y él era conocido por su talento en el dibujo, particularmente en composiciones históricas complejas.
Después de 1804, sus obras de arte fueron influenciadas en gran medida por Prud'hon y, posteriormente, recibió un gran reconocimiento por sus pinturas. Esta situación duró hasta 1821 o 1822 cuando "escuchó que anunciaba que el artista (Prud'hon) debía dejar la Sorbona a las pretensiones de la iglesia". 

## Controversia
Como fue a menudo el caso de las mujeres artistas que se asociaron con artistas masculinos más conocidos, se afirmó que ella no produjo todo el trabajo atribuido a ella y, debido a su larga relación con Prud'hon, todavía no se entiende exactamente lo que hizo y lo que ella hizo. Esta confusión se debe en gran parte al hecho de que los dos artistas colaboraron en varias obras: él bosquejó el diseño y ella hizo las pinturas. Muchos se exhibieron bajo su nombre, pero cuando las obras pasaron a formar parte de colecciones públicas, fueron atribuidas a Prud'hon. Por ejemplo, Venus y Cupido durmiendo ahora atribuidos a Mayer se atribuyeron inicialmente en la Colección Wallace a Prud'hon.

## La firma
Mayer estaba conectado a Pierre - Paul Prud'hon. Trabajaron juntos en la composición de sus lienzos, produjeron docenas de dibujos (nunca firmados, por supuesto) que luego inspiraron sus respectivas pinturas. Sus estilos eran tan fusionales que es extremadamente difícil distinguir la influencia de uno en el trabajo del otro y viceversa. Esto favoreció a Prud'hon, a pesar de que Mayer firmó varias de sus pinturas; su firma se hizo originalmente " C. Mayer Pinxit”, seguido por la fecha. Una pintura atribuida a David, en 1931, se incorporó en la colección del Museo Nelson-Atkins en Kansas City. La firma había sido rehecha parcialmente con el nombre de David. Después se asentó un nuevo garabato, recuperando la primera firma "Pinxit. /1799". 

## Legado
Al igual que Pauline Auzou, Marguerite Gérard, Antoinette Haudebourt-Lescot y Marie-Denise Villers, Mayer fue una de las mujeres artistas exitosas después de la Revolución Francesa.
Su obra fue exhibida por el Museo Nacional de Mujeres Artistas en "Una colección imperial: mujeres artistas del Museo Estatal del Hermitage".

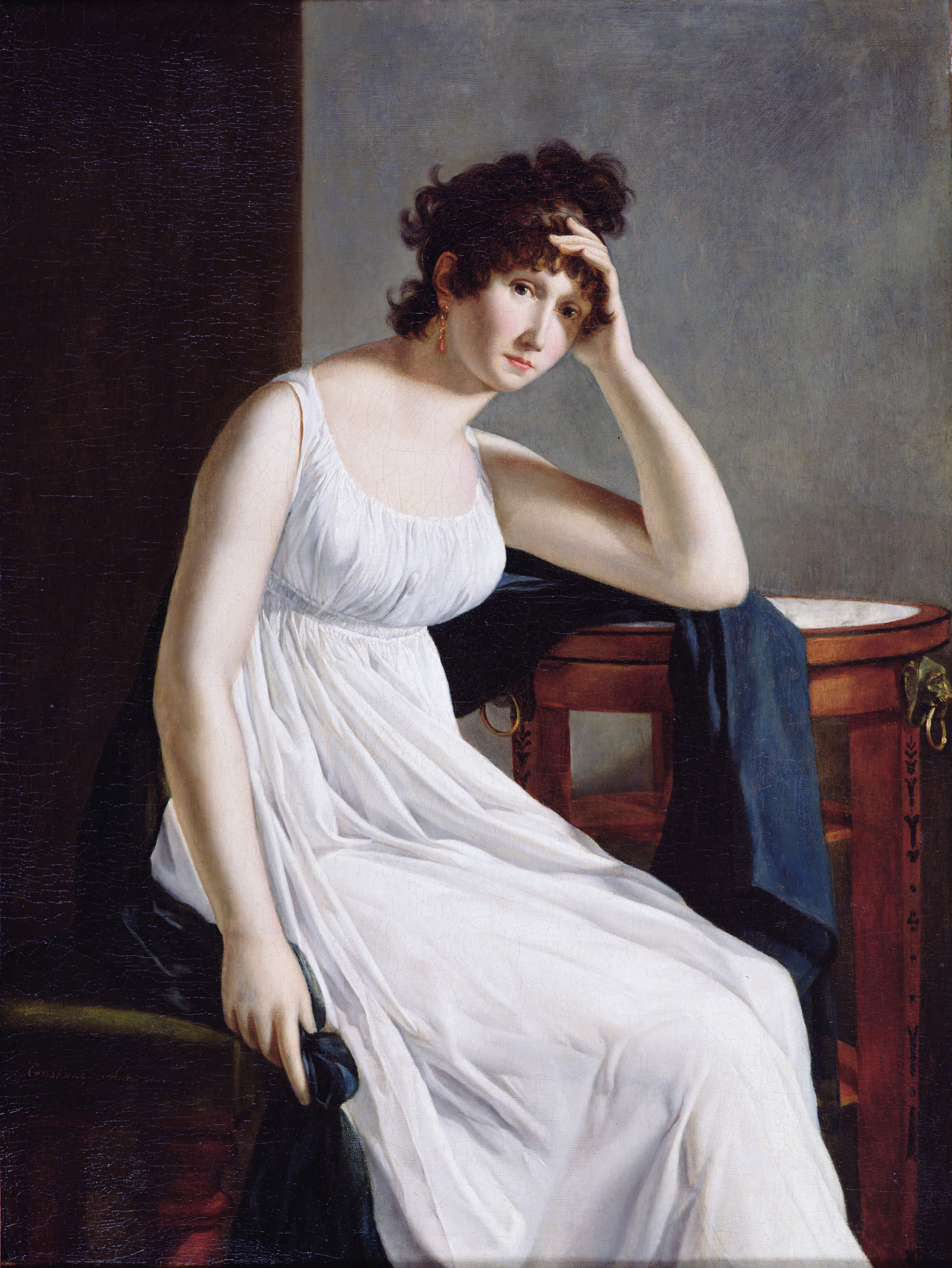
Autorretrato, óleo sobre lienzo, Bibliothèque Marmottan

## Análisis de obra
El cuadro de Constance Mayer, Autorretrato con su padre (c. 1801), quien vestida de manera muy similar a la mujer Madame Reacamier, hecha por Jacques-Louis David; observa como su padre, a favor de la educación femenina, instruyéndola en el arte del pasado. Padre e hija compuestos para diferenciarse categóricamente en los gustos de la aristocracia, por lo tanto representaban, una nueva manera de ver al mundo, en el que se comenzaba a promulgar la educación para todos, incluyendo a las mujeres.